# Páramo andino
El páramo andino o páramos de los Andes son ecosistemas de montaña que pertenecen al dominio fitogeográfico amazónico. Se ubican descontinuamente en el neotrópico, desde altitudes de aproximadamente 3.000 m s. n. m. hasta la línea de nieves perpetuas, aproximadamente 4.300 m s. n. m., principalmente desde Venezuela hasta el norte del Perú.
En Venezuela, Colombia y el norte del Ecuador están caracterizados por la presencia de los frailejones, que pertenecen al género Espeletia (más de 200 especies); además de los frailejones, hay muchos géneros y especies vegetales endémicas del páramo, y también hay vegetales de amplia distribución pero que no son los determinantes.
Dada la (pequeña) controversia que existe sobre si jalca (nombre usado para este tipo de ecosistema en el Perú) y páramo son o no la misma formación, a veces en el Perú se usa el término combinado páramo-jalca. En términos generales, si se acepta que la jalca es otra cosa que el páramo, entonces, dentro de lo que se considera típicamente como páramo desde Venezuela hasta Ecuador, habría tantas diferencias internas que en aras de la coherencia se necesitaría tipificar una gran cantidad de otros ecosistemas diferentes (un páramo venezolano con frailejones sobre terreno pedregoso y seco es muy diferente de un páramo ecuatoriano oriental húmedo, al igual que la jalca peruana lo es de un páramo de pajonal, este último presente en los cuatro países).
Hay ecosistemas similares con latitud ecuatorial y gran altitud, pero con distintos nombres locales, en África oriental, en Papúa Nueva Guinea y en otras áreas tropicales con montañas muy elevadas; por lo menos en términos paisajísticos y evolutivos, son muy parecidos a los páramos andinos. Las adaptaciones de las plantas a veces hacen que sea difícil, a primera vista, saber si uno está en el monte Kenia o en un nevado colombiano, por ejemplo, aunque un análisis más detallado demuestra que la cercanía taxonómica de una y otra flora es muy limitada. Los "frailejones" africanos pertenecen a géneros como Dendrosenecio y Lobelia, a diferencia de Espeletia y géneros cercanos en América. Las historias socioeconómicas son también obviamente muy diferentes. En otras tierras altas de América más alejadas de la línea ecuatorial se forman ecosistemas como las punas al sur (en Perú, Chile, Bolivia y Argentina) y los zacatonales al norte (en México y Guatemala). En Europa, especialmente en España, se conoce como páramo a un ecosistema distinto.

## Extensión
Colombia tiene la mayor extensión de páramos en el mundo, con cerca del 50 % del total existente, distribuidos en los tres ramales de la cordillera de los Andes, también tiene el páramo más grande del mundo (Sumapaz). El páramo ocupa más de 30 000 km² en Sudamérica. El país con mayor proporción de su territorio cubierta por páramos es Ecuador, con el 7%:).
Al sur de la depresión de Huancabamba, en Perú, el páramo da paso a la puna, ecosistema más seco y estacional, dominado por gramíneas.

## Tipología

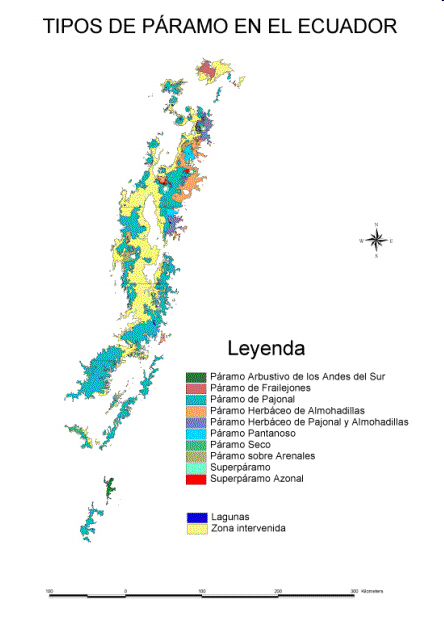
Mapa de los diferentes tipos de páramo en el Ecuador (ver Mena et al. en la bibliografía).

A pesar de que se puede hablar del páramo en toda su extensión, su diversidad es notable. Posiblemente la imagen más común de un páramo es la de un pajonal salpicado de especies arbustivas, lagunas y pantanos, con grandes nevados en el fondo. Pero el páramo de pajonal no es el único.
Especialmente en Venezuela y Colombia, pero también en la parte norte del Ecuador, los frailejones (del género Espeletia y otros cercanos) dominan claramente la vegetación. Estas grandes plantas con una roseta de hojas grandes y peludas sobre un tronco largo le dan al paisaje un aspecto único. Otros tipos de páramo tienen que ver con las lluvias: hay páramos extremadamente húmedos, especialmente los que dan hacia la vertiente amazónica de los Andes, y páramos bastante secos, como los de las faldas del Chimborazo en el Ecuador. La parte más alta de los páramos, cerca de las nieves eternas, se denomina superpáramo y está formado por un suelo rocoso cubierto escasamente por plantas muy resistentes.
La respuesta a la pregunta de cuán natural es el páramo depende del país en donde se haga la pregunta. En Colombia y Venezuela se considera que el páramo es básicamente un ecosistema natural, con escaso o muy localizado impacto humano fuerte. En el Perú y especialmente en el Ecuador se considera que mucho del páramo de pajonal, el más extenso, es producto de una acción antrópica que ha transformado bosques, matorrales y humedales en pajonales. Esto, sin embargo, no quiere decir que un pajonal sea un ecosistema necesariamente degradado y pobre.

### Ecorregiones
Bajo la propuesta de ecorregiones propuesta por la WWF, existen cuatro ecorregiones de montaña delimitadas dentro de la categoría de páramo:
- Los páramos de la Cordillera de Mérida (Cordillera de Mérida, oeste de Venezuela);
- Los páramos de Santa Marta (Sierra Nevada de Santa Marta, norte de Colombia);
- Los páramos norandinos (Colombia y norte de Ecuador); y
- Los páramos de la Cordillera Central (sur de Ecuador y norte del Perú)

## Clima

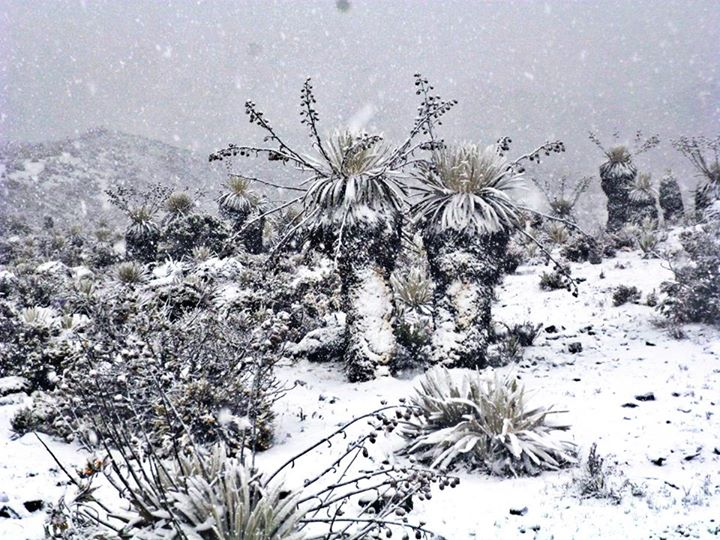
Tormenta de nieve en un páramo de la Sierra La Culata en Mérida, Venezuela

La gran altitud en sitios tropicales produce un clima especial que puede resumirse en “invierno todas las noches y verano todos los días”.
La menor densidad de la capa atmosférica, común de las grandes altitudes, permite una mayor intensidad en la radiación ultravioleta y simultáneamente una mayor disipación de la energía lumínica, especialmente la infrarroja, que es la principal contribución en calor para el planeta. Esto provoca, por ejemplo, que la piel humana al descubierto se quema muy fácilmente y, a la vez, el clima es generalmente frío, especialmente en las madrugadas.
La estacionalidad diaria de los páramos es superficialmente parecida a la estacionalidad anual propia de latitudes templadas y polares. Una consecuencia de ella es que algunos animales, como los colibríes del Chimborazo (Oreotrochilus estella), “hibernan” durante las horas más frías. Algunos insectos, por su lado, solo están activos en las horas del alba o las del crepúsculo, cuando las radiaciones son tolerables y aún no hace demasiado frío. Este clima, particularmente inestable además de frío, es nublado y lluvioso, aunque hay horas de sol intenso en las temporadas secas.

## Geología
Los suelos de los páramos son en buena parte de origen glaciar y volcánico reciente, y muchos de ellos están aún en plena formación; en algunos lugares pueden alcanzar varios metros de espesor. Su estructura especial se debe a una combinación de materia orgánica, que se descompone muy lentamente en el clima frío, y de ceniza volcánica. Esta estructura es la base para el servicio ambiental fundamental del páramo: el almacenamiento y distribución de agua limpia y constante a los sitios bajos, donde se usa para riego, agua potable e hidroelectricidad. La importancia estratégica de estos suelos y la de la vegetación que lo protege, así como su fragilidad, han empezado a ser tratadas desde varios puntos de vista.

## Bioma
En general, la flora y la fauna de los páramos se ha adaptado a la estacionalidad diaria, al frío, a la baja presión atmosférica y a la escasa disponibilidad de agua. Aunque en muchos de los páramos hay abundante agua, esta no está siempre en condiciones aprovechables por los seres vivos dada su muy baja temperatura (se ha dicho que el páramo es un “desierto fisiológico”).
A pesar de que normalmente las alturas de las montañas tienen una diversidad escasa frente a ecosistemas más bajos, el páramo tiene una cantidad sorprendente de especies, muchas de ellas endémicas. Son especialmente diversos los grupos de plantas, aves y mamíferos. Un fenómeno interesante y preocupante es la disminución o desaparición de muchas poblaciones y especies de anfibios, aparentemente debida al calentamiento global. Los reptiles están muy poco representados.

## Flora
Las plantas de los páramos presentan una serie de adaptaciones que les permiten sobrevivir en un ambiente bastante hostil. Muchas tienen pelos que guardan el calor y hojas duras que evitan que se pierda agua por evapotranspiración. En general son especímenes achaparrados para protegerse del frío y el viento, aunque los frailejones (Espeletia y géneros afines) y las achupallas (Puya), a más de algunas especies de árboles, pueden alcanzar varios metros de alto. En algunos casos las adaptaciones pueden ser muy sofisticadas; en otros están prácticamente ausentes y estas especies deben aprovechar los microclimas generados por el resto de la vegetación.
Las familias de plantas más importantes son las Asteráceas (que incluyen a los frailejones), las Orquidáceas y las Poáceas o gramíneas. La especie posiblemente más ampliamente distribuida, la paja Calamagrostis intermedia, pertenece a esta última. Otras familias importantes son Apiáceas, Blecnáceas, Brasicáceas, Bromeliáceas, Campanuláceas, Ciperáceas, Dicranáceas, Driopteridáceas, Ericáceas, Eriocauláceas, Escrofulariáceas, Gentianáceas, Haloragáceas, Hipericáceas, Juncáceas, Lentibulariáceas, Licopodiáceas, Lobeliáceas, Loganiáceas, Melastomatáceas, Onagráceas, Plantagináceas, Rosáceas, Rubiáceas, Solanáceas, Violáceas y Valerianáceas. A pesar de que los árboles son en general escasos, se pueden encontrar bosquetes hasta por sobre los 4.000 metros, de yahuales o queñoas (Polylepis spp.) y otras especies arbóreas como el quishuar (Buddleja incana). En toda la extensión de los páramos en Suramérica hay más de 4.000 especies de plantas, con un 60% de endemismo ecosistémico. Algunas de ellas se han convertido en alimento común de las poblaciones humanas altoandinas, especialmente el melloco o ulluco (Ullucus tuberosus), la oca (Oxalis tuberosa) y la mashua (Tropaeolum tuberosum).
| |
| Una especie del género de Asteráceas Culcitium que muestra adaptaciones al clima paramero (Chiles, Carchi, Ecuador). |

|                                                                                             |
| Flores deTristerix longebracteatus, una planta parásita en los páramos de Chiles (Ecuador). |

## Fauna
Los animales también presentan importantes adaptaciones para guardar el calor, como pelajes densos y colores oscuros. Las adaptaciones etológicas también son comunes.
Algunos animales propios (no necesariamente exclusivos) de los páramos son el oso de anteojos (Tremarctos ornatus), el lobo o zorro de páramo (Lycalopex culpaeus), el conejo (Sylvilagus brasiliensis), el gato de páramo (Leopardus colocolo), el venado de cola blanca (Odocoileus virginianus), varias especies de roedores, el cóndor (Vultur gryphus) y varias especies de águilas, gaviotas, patos, búhos y colibríes. El sapo llamado en el Ecuador "jambato" (Atelopus ignescens) era muy abundante hasta hace pocos años pero a la fecha se puede decir que está totalmente extinto. El género de lagartijas Stenocercus es uno de los pocos representantes de los reptiles. La fauna acuática tampoco es muy diversa e incluye a las preñadillas (Astroblepus). La fauna de invertebrados aún no es bien conocida en toda la extensión de los páramos, pero existen varias especies endémicas, especialmente entre las mariposas, como la mariposa braquíptera del género 
Redonda en la Cordillera de Mérida y la catasticta aurinegra del páramo del Tamá, entre otras.
|                                                                                                 |
| Oso de anteojos o andino (Tremarctos ornatus) en el zoológico de Guayllabamba (Quito, Ecuador). |

|                                 |
| Cóndor andino (Vultur gryphus). |

## Uso e importancia

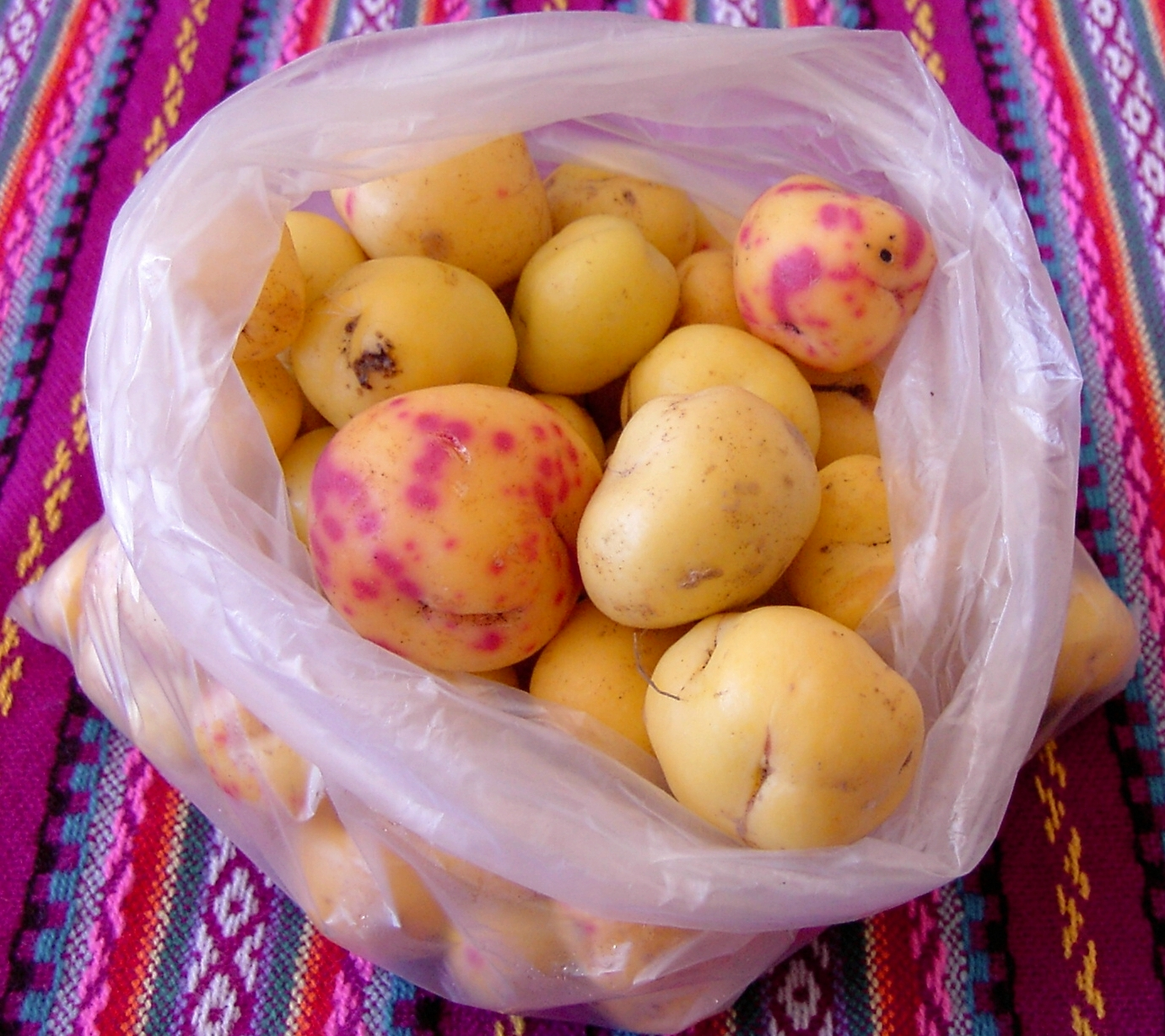
Mellocos (Ullucus tuberosus), uno de los cultivos típicos de los páramos.

El uso que el humano ha dado a estos ecosistemas es muy antiguo y se han encontrado vestigios del mismo de cerca de 10 milenios. La gente de los páramos ha usado el ecosistema para obtener agua, alimento, medicina, leña, materiales de construcción, etc. Varios tubérculos andinos como el melloco u olluco (Ullucus tuberosus), la oca (Oxalis tuberosa) y la mashua (Tropaeolum tuberosum) son propios de las partes más altas de los Andes.
Los montes y las lagunas han sido parte fundamental de la religiosidad andina. Las épocas de la Conquista y la Colonia fueron testigos de un deterioro del ecosistema por parte de especies exóticas como ovejas, caballos y vacas. En la actualidad, los páramos están mayormente habitados y usados directamente por poblaciones campesinas y/o indígenas, en su mayor parte marginadas y en un estado de extrema pobreza. Estas personas, que constituyen una verdadera cultura paramera (en sí misma diversa a lo largo del ecosistema) que está en proceso de extinción, han vivido allí en varios casos por muchas generaciones, pero el impacto mayor se ha dado en las últimas décadas ante la mala distribución de la tierra, que obliga a estas personas a subir la frontera agrícola, quemar el pajonal, llevar sus rebaños a las alturas y usar los bosquetes para leña. También se han hecho plantaciones, en algunas ocasiones a nivel industrial, de especies leñosas exóticas, especialmente pinos de Monterrey (Pinus radiata), que impactan negativamente sobre el suelo y la diversidad del ecosistema. En ciertos lugares el impacto de la minería es también muy grave.

## Situación actual y perspectivas

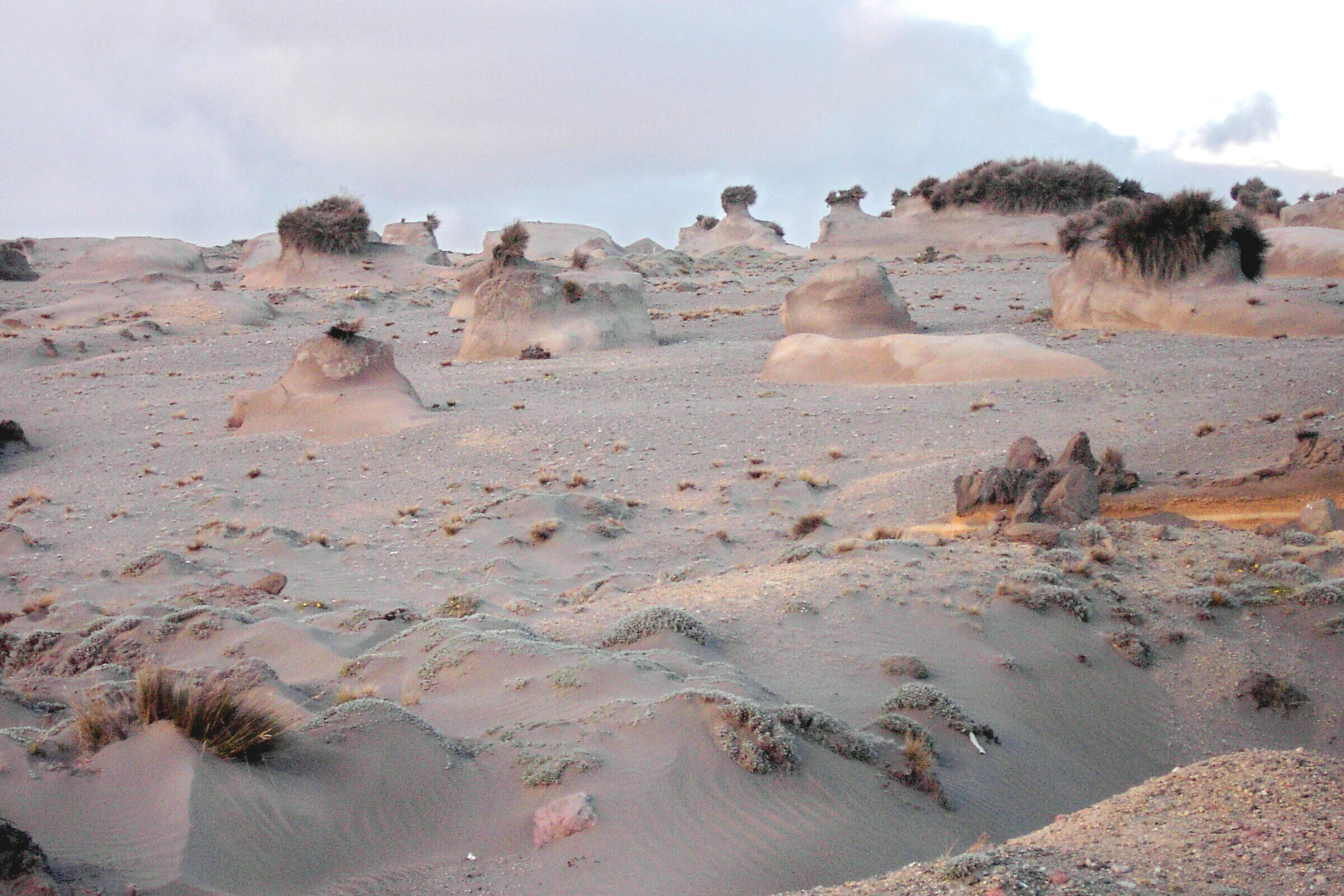
Erosión eólica y sobrepastoreo en los páramos arenosos de las faldas del Chimborazo, Ecuador.

Todo esto ha hecho que los servicios ambientales fundamentales del páramo se vayan deteriorando y que la calidad de vida de la gente que depende directamente de ellos se afecte notablemente. Los usuarios indirectos del páramo son muy numerosos puesto que, como se ha explicado, los suelos especiales de este ecosistema almacenen y distribuyen agua que luego es usada para riego, agua potable e hidroelectricidad. Los suelos de los páramos son una esponja natural pero que al ser compactada no recobra sus propiedades. Las quemas y el pisoteo del ganado alteran sus propiedades y se pierde su capacidad de almacenamiento de agua. No es exagerado decir que las principales ciudades andinas, incluyendo Mérida, Bogotá, Quito y Cajamarca, dependen fundamentalmente de la salud de este ecosistema. El calentamiento global del planeta también afecta a este ecosistema y de dos maneras: por un lado, una de las fuentes del agua que almacenan y distribuyen, el deshielo de los glaciares, se ve fuertemente afectada. Por otro lado, las características de sus suelos dependen de que se mantenga una temperatura baja. Una subida en la temperatura significa que los suelos pierden su estructura particular y su capacidad hídrica también siendo los más fríos como el páramo de sumapaz
ca.

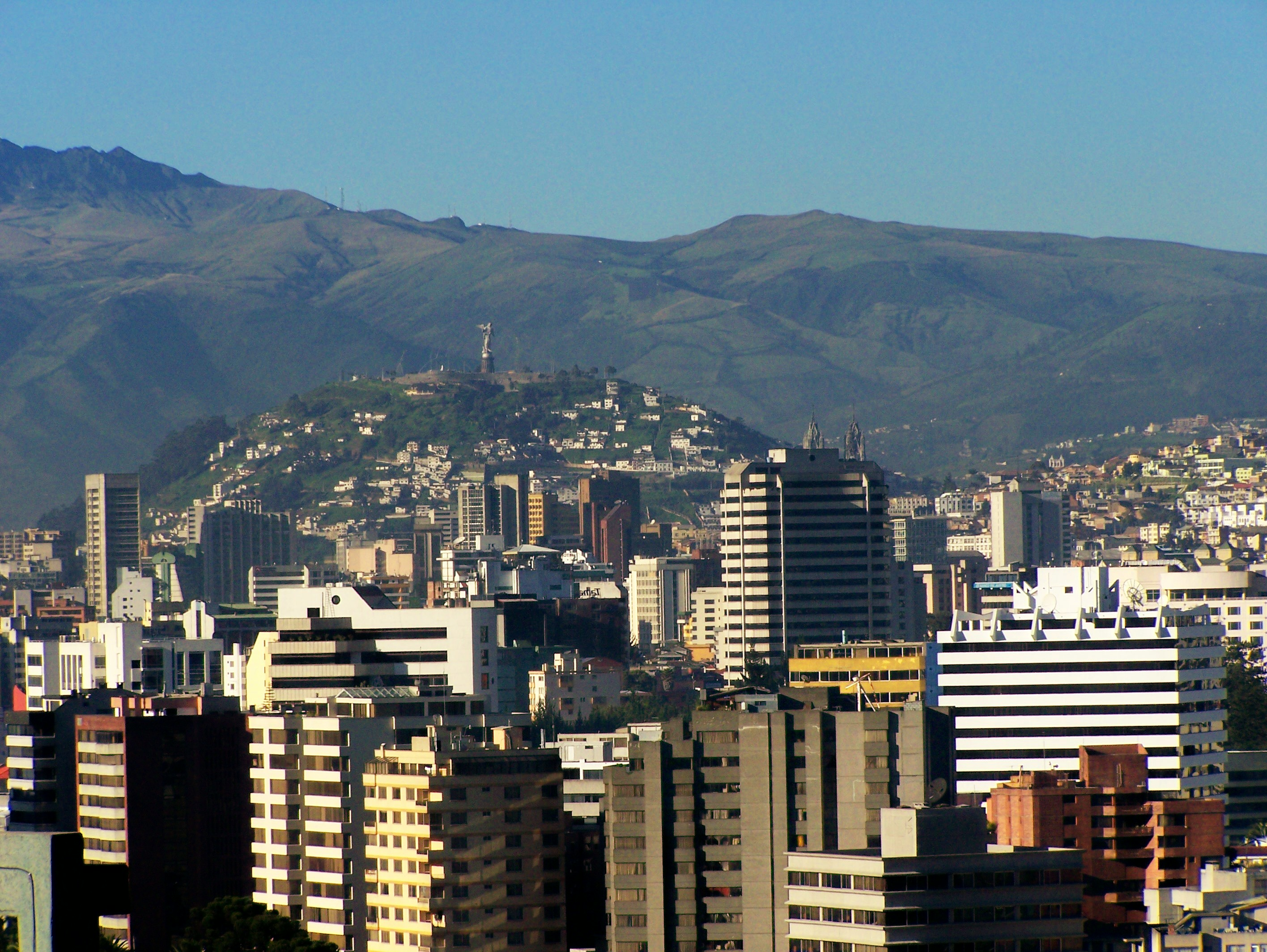
La ciudad de Quito, Ecuador, con los páramos del Atacazo al fondo.

Sin embargo, la falta de conciencia y la carencia de políticas de conservación integral del ecosistema han hecho que este servicio ambiental y otros, como el almacenamiento de carbono en el suelo y el paisaje, estén estropeándose. Hay esfuerzos que pretenden lograr un manejo apropiado del ecosistema in situ, tratando de generar alternativas económicas en la parte baja para las poblaciones parameras, y ex situ, a través de la creación de políticas y la generación de conciencia en los niveles de toma de decisión y en la población en general. La intensificación de los cultivos en los valles y la protección de las fuentes de agua en las partes altas, junto a la introducción de hatos de camélidos andinos (que impactan mucho menos que las especies exóticas), son algunas de las medidas que se pueden tomar y que forman parte de los planes de manejo que se han diseñado y se diseñan en varios sitios de los páramos. Sin embargo, una conservación efectiva y humana del páramo solo se logrará con cambios estructurales a niveles políticos, educativos y sociales.